# Chlorophorus hircanus
Chlorophorus hircanus là một loài bọ cánh cứng trong họ Cerambycidae.